# Штраубингер, Йоганнес

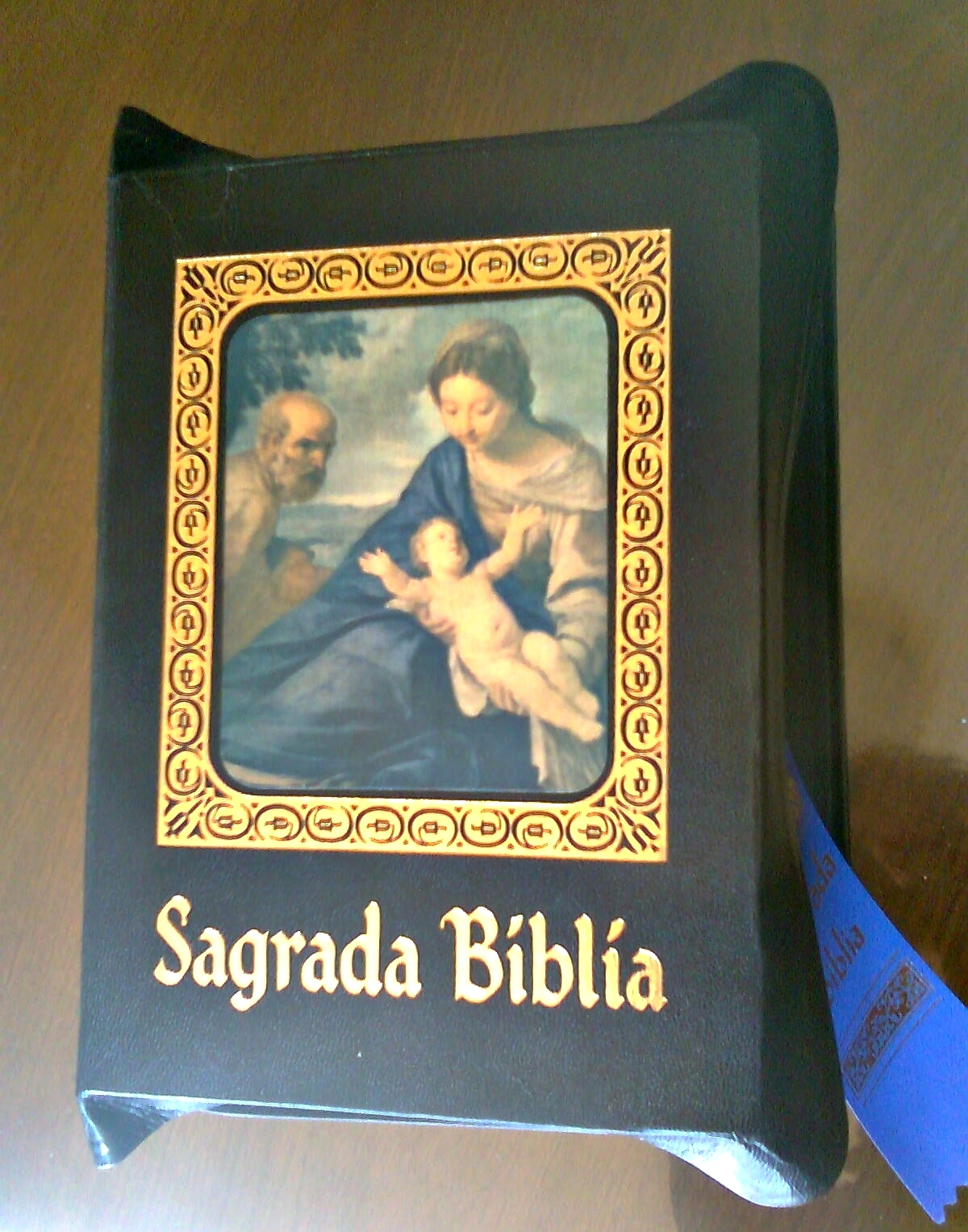
Biblia Platense

Йоганнес Штраубингер, в Аргентине известен как Хуан Штраубингер (нем. Johannes Straubinger, исп. Juan Straubinger; 26 декабря 1883 года, Эзенхаузен, Баден-Вюртемберг, Германия — 23 марта 1956 года, Штутгарт, Германия) — католический священник, богослов, экзегет и переводчик. Во время Второй мировой войны проживал в Аргентине, где сделал испанский перевод Библии с комментариями под наименованием «Biblia Platense».

## Биография
В 1896 году поступил в духовную семинарию в Штутгарте, по окончании которой в 1907 году был рукоположен в священники. Преподавал иврит, другие восточные языки и сравнительную религиозную историю. После обнаружения в монастыре святой Екатерины Синайского кодекса стал заниматься библейской экзегетикой. В 1933 году основал в Штутгарте Библейское католическое общество (Katholische Bibelbewegung e.V.), которое занималось распространением изучения и преподавания Библии.
В 1937 году участвовал в редакции энциклики Пия XI «Mit brennender Sorge». Этот документ был зачитан 21 марта 1937 года во всех католических приходах Германии. Карательные органы нацистского режима с помощью доноса одного из католических священников выяснили, что Йоганнес Штраубингер являлся одним из авторов перевода энциклики. Предупреждённый о том, что он объявлен в розыск, Йоганнес Штраубингер бежал в Швейцарию. В 1938 году аргентинский епископ Жужуя Энрике Хосе Мюн пригласил его для служения в свою епархию. Йоганнес Штраубингер принял это приглашения и отправился в Аргентину, где он прожил последующие годы до своего возвращения в Германию в 1951 году.
В Аргентине продолжил свои экзегетические исследования, издавал журнал по библеистике «Revista Bíblica». С 1940 года проживал в городе Ла-Плата, где преподавал библеистику в местной духовной семинарии. Занимался переводом Библии на испанский язык, который сегодня известен под наименованием «Biblia Platense» (Библия из Ла-Платы).
29 ноября 1951 года возвратился в Штутгарт, Германия. Занимался библейской экзегетикой. Был удостоен звания почётного доктора Вестфальского университета имени Вильгельма.
Скончался 23 марта 1956 года в Штутгарте.

## Сочинения
- Wesen, Ziel und Aufgabe der Katolischen Aktio, Stuttgart, 1934
- Die Judenfrage im Licht der Heiligen Schrift, Stuttgart, 1937
- Nuevo Testamento: de Nuestro Señor Jesucristo, La Plata, 1941
- La sagrada biblia: según la Vulgata, La Plata, 1943
- Los Santos Evangelios, La Plata, 1943
- Hechos de los apóstoles, La Plata, 1945
- Cartas de San Pablo, La Plata, 1947
- Nuevo Testamento, La Plata, 1947
- Los Salmos, La Plata, 1948
- Biblia comentada, La Plata, 1951